# Podróże apostolskie Benedykta XVI
Podróże apostolskie Benedykta XVI – lista podróży apostolskich papieża Benedykta XVI:

Mapa krajów, które odwiedził papież Benedykta XVI

## Zagraniczne podróże apostolskiepapieża Benedykta XVI
| Lp.  | Podróż | Data wizyty              | Państwa                     |
| 2005 | 2005 | 2005                     | 2005                        |
| ---- | --- | ------------------------ | --------------------------- |
| 1.   | podróż apostolska | 18 – 21 sierpnia         | Niemcy                      |
| 2006 | |                          |                             |
| 2.   | podróż apostolska | 25 – 28 maja             | Polska                      |
| 3.   | podróż apostolska | 8 – 9 lipca              | Hiszpania                   |
| 4.   | podróż apostolska | 9 – 14 września          | Niemcy                      |
| 5.   | podróż apostolska | 28 listopada – 1 grudnia | Turcja                      |
| 2007 | |                          |                             |
| 6.   | podróż apostolska | 9 – 14 maja              | Brazylia                    |
| 7.   | podróż apostolska | 7 – 9 września           | Austria                     |
| 2008 | |                          |                             |
| 8.   | podróż apostolska | 15 – 20 kwietnia         | Stany Zjednoczone           |
| 9.   | podróż apostolska | 12 – 21 lipca            | Australia                   |
| 10.  | podróż apostolska | 12 – 15 września         | Francja                     |
| 2009 | |                          |                             |
| 11.  | podróż apostolska | 17 – 23 marca            | Kamerun, Angola             |
| 12.  | podróż apostolska | 8 – 15 maja              | Jordania, Izrael, Palestyna |
| 13.  | podróż apostolska | 26 – 28 września         | Czechy                      |
| 2010 | |                          |                             |
| 14.  | podróż apostolska | 17 – 18 kwietnia         | Malta                       |
| 15.  | podróż apostolska | 11 – 14 maja             | Portugalia                  |
| 16.  | podróż apostolska | 4 – 6 czerwca            | Cypr                        |
| 17.  | podróż apostolska | 16 – 19 września         | Wielka Brytania             |
| 18.  | podróż apostolska | 6 – 7 listopada          | Hiszpania                   |
| 2011 | |                          |                             |
| 19.  | podróż apostolska | 4 – 5 czerwca            | Chorwacja                   |
| 20.  | podróż apostolska | 18 – 21 sierpnia         | Hiszpania                   |
| 21.  | podróż apostolska | 22 – 25 września         | Niemcy                      |
| 22.  | podróż apostolska | 18 – 20 listopada        | Benin                       |
| 2012 | |                          |                             |
| 23.  | podróż apostolska | 23 – 28 marca            | Meksyk, Kuba                |
| 24.  | podróż apostolska | 14 – 16 września         | Liban                       |
| 2020 | |                          |                             |
| -    | podróż prywatna | 18 – 22 czerwca          | Niemcy                      |
| -    | Jako emerytowany papież, Benedykt XVI udał się do Niemiec w dniach 18–22 czerwca 2020, aby odwiedzić swojego ciężko chorego brata, księdza infułata Georga Ratzingera, który zmarł 1 lipca 2020. |                          |                             |

## Pielgrzymki duszpasterskie na terenie Włoch
| Lp.  | Data pielgrzymki     | Miejscowość                    | Cel |
| 2005 | 2005                 | 2005                           | 2005 |
| ---- | -------------------- | ------------------------------ | --- |
| 1    | 29 maja 2005         | Bari                           | Zakończenie XXIV Kongresu Eucharystycznego |
| 2006 |                      |                                | |
| 2    | 1 września 2006      | Manoppello                     | Nawiedzenie sanktuarium Volto Santo |
| 3    | 19 października 2006 | Werona                         | Udział w IV Ogólnokrajowym Kongresie Kościelnym |
| 2007 |                      |                                | |
| 4    | 21–22 kwietnia 2007  | Vigevano, Pawia                | Nawiedzenie grobu św. Augustyna |
| 5    | 17 czerwca 2007      | Asyż                           | Nawiedzenie ośrodka kultu św. Franciszka |
| 6    | 1–2 września 2007    | Loreto                         | Nawiedzenie sanktuarium maryjnego, Spotkanie z włoską młodzieżą                                                                                          |
| 7    | 23 września 2007     | Velletri                       | Nawiedzenie swojej dawnej diecezji tytularnej |
| 8    | 21 października 2007 | Neapol                         | Międzyreligijne Spotkanie Modlitewne |
| 2008 |                      |                                | |
| 9    | 17–18 maja 2008      | Savona, Genua                  | Wizyta pasterska, Nawiedzenie sanktuariów Nostra Signora della Misericordia oraz Nostra Signora della Guardia, Spotkanie z młodzieżą                     |
| 10   | 14–15 czerwca 2008   | Brindisi, Santa Maria di Leuca | Nawiedzenie sanktuarium maryjnego, Wizyta pasterska |
| 11   | 7 września 2008      | Cagliari                       | Nawiedzenie sanktuarium z rzeźbionym wizerunkiem Madonny z Bonari w stulecie ogłoszenia Matki Bożej główną patronką Sardynii                             |
| 12   | 21 września 2008     | Albano Laziale                 | Konsekracja ołtarza katedralnego |
| 13   | 19 października 2008 | Pompeje                        | Nawiedzenie sanktuarium Matki Boskiej Różańcowej |
| 2009 |                      |                                | |
| 14   | 28 kwietnia 2009     | Onna, L’Aquila                 | Wizyta w regionie trzęsienia ziemi w L’Aquila |
| 15   | 24 maja 2009         | Cassino                        | 65. rocznica bitwy o Monte Cassino, Nawiedzenie Polskiego Cmentarza Wojennego na Monte Cassino                                                           |
| 16   | 21 czerwca 2009      | San Giovanni Rotondo           | Nawiedzenie sanktuarium Ojca Pio |
| 17   | 6 września 2009      | Viterbo, Bagnoregio            | Nawiedzenie relikwii św. Bonawentury |
| 18   | 8 listopada 2009     | Concessio                      | Poświęcenie nowej siedziby Instytutu Pawła VI |
| 2010 |                      |                                | |
| 19   | 2 maja 2010          | Turyn                          | Wystawienie Całunu Turyńskiego |
| 20   | 4 lipca 2010         | Sulmona                        | 800-lecie urodzin Celestyna V |
| 21   | 5 września 2010      | Carpineto Romano               | 200. rocznica urodzin Leona XIII |
| 22   | 3 października 2010  | Palermo                        | Regionalne Spotkanie Młodzieży i Rodzin |
| 2011 |                      |                                | |
| 23   | 7–8 maja 2011        | Akwileja, Wenecja              | Wizyta w bazylice św. Marka |
| 24   | 19 czerwca 2011      | San Marino, Pennabilli         | Wizyta w diecezji San Marino-Montefeltro |
| 25   | 11 września 2011     | Ankona                         | Regionalne Spotkanie Młodzieży i Rodzin, 25. Włoski Kongres Eucharystyczny                                                                               |
| 26   | 9 października 2011  | Lamezia Terme, Serra San Bruno | Wizyta duszpasterska, Spotkanie z wiernymi w Lamezia Terme, Nieszpory w kościele klasztoru kartuzów w Serra San Bruno, Spotkanie z mnichami w klasztorze |
| 27   | 27 października 2011 | Asyż                           | Wizyta duszpasterska, Ceremonia upamiętniająca 25-lecie Światowego Dnia Modlitw o Pokój w Asyżu z Janem Pawłem II                                        |
| 2012 |                      |                                | |
| 28   | 13 maja 2012         | Arezzo, La Verna, Sansepolcro  | Wizyta duszpasterska |
| 29   | 1–3 czerwca 2012     | Mediolan                       | VII Światowe Spotkanie Rodzin |
| 30   | 26 czerwca 2012      | Novi di Modena                 | Wizyta w regionie trzęsienia ziemi w Emilia Romania |
| 31   | 9 lipca 2012         | Nemi                           | Wizyta w domu werbistów |
| 32   | 15 lipca 2012        | Frascati                       | Msza św. na placu św. Piotra |
| 33   | 4 października 2012  | Loreto                         | Wizyta w sanktuarium w Loreto z okazji pięćdziesięciolecia Soboru Watykańskiego II                                                                       |